# Umělecká kolonie Worpswede

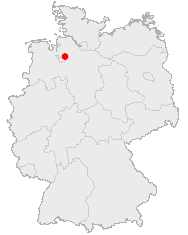
Worpswede na mapě Německa

Worpswede je umělecká kolonie založená roku 1889 ve stejnojmenném městečku v Dolním Sasku, asi 18 km severovýchodně od Brém.

## Historie

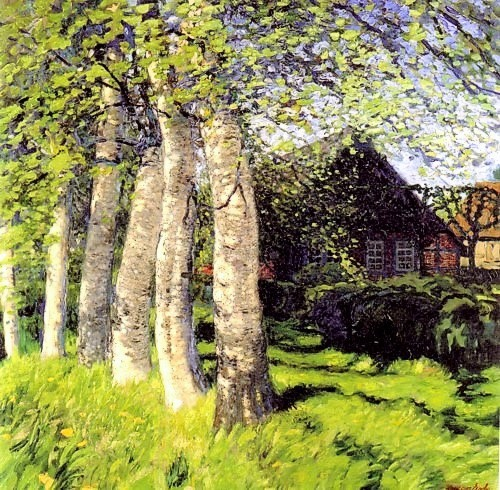
Hans am Ende, Jaro ve Worpswede (1900)

Městečko leží uprostřed romantické krajiny vřesovišť a bažin v ledovcovém údolí. Roku 1863 ho popsal německý cestovatel Johann Georg Kohl. Malíře, kteří po vzoru Barbizonské školy přešli k malbě v plenéru, nadchly široké a otevřené horizonty, neobvyklé světelné podmínky a drsná a nedotčená příroda.

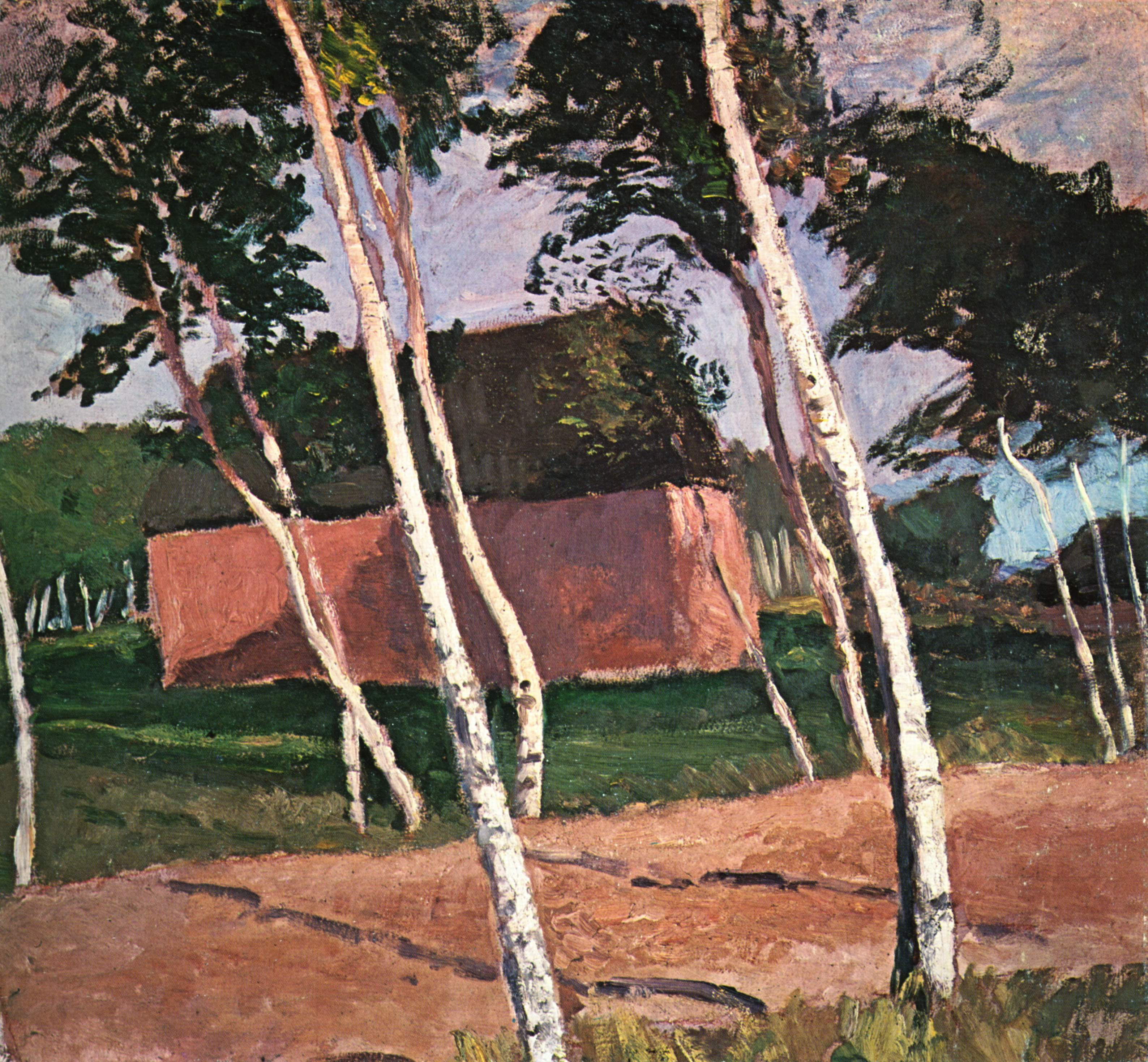
Paula Modersohn-Becker, Krajina ve Worpswede (1908)

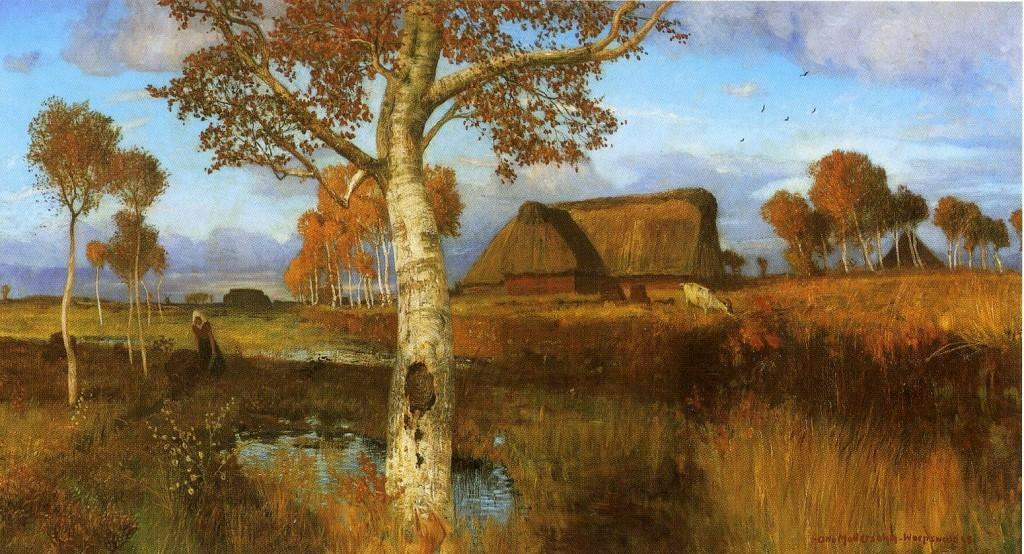
Otto Modersohn, Podzim v mokřinách (1895)

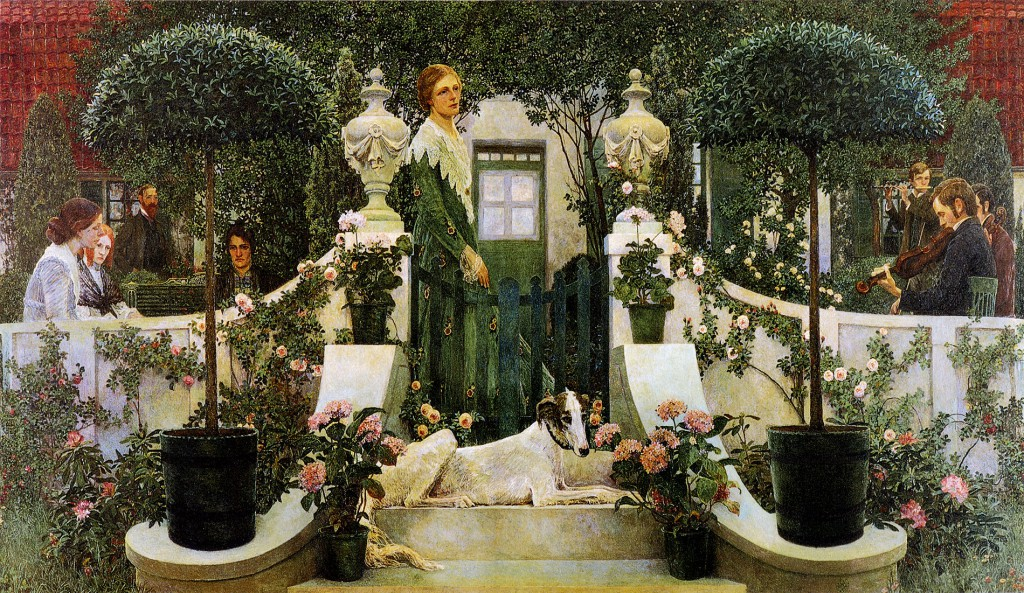
Heinrich Vogeler, Letní večer

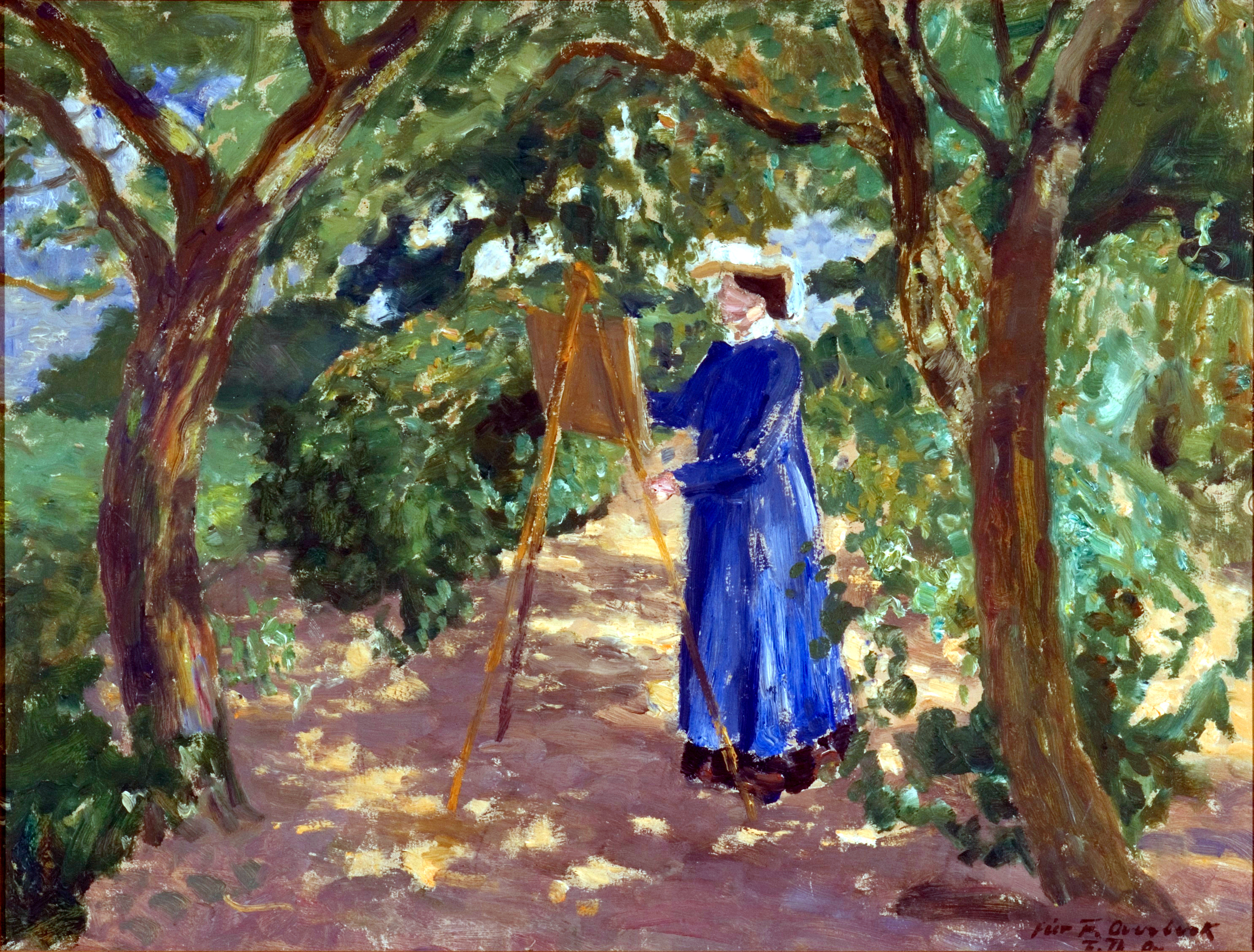
Fritz Overbeck, Hermine Overbeck-Rohte v zahradě (1905)

Uměleckou kolonii založil malíř Fritz Mackensen, který se do Worpswede vypravil během studií na Akademii v Düsseldorfu v létě 1884. Roku 1889 se zde usadil spolu s malíři Hansem am Ende a Otto Modersohnem, následováni 1893 Fritzem Overbeckem a 1894 Heinrichem Vogelerem. Po nich přišel Carl Vinnen a sochařka Paula Becker, která se provdala za Modersohna. V kolonii žil také Rainer Maria Rilke, jeho budoucí manželka, sochařka Clara Westhoff a spisovatel Manfred Hausmann.
Ve Worpswede se vystřídalo několik generací umělců, ale proslavila je už skupina zakladatelů umělecké kolonie spjatá se Secesí, Impresionismem a Expresionismem. Výtvarníci, kteří se zde usadili, se kromě malby zabývali např. návrhy secesních interiérů a budov (Heinrich Vogeler). Kromě malířů pracovali ve Worpswede také sochaři, spisovatelé, dramatici, skladatelé nebo architekti.
Roku 1919 založil místní knihař Friedrich Netzel výstavní síň (Worpsweder Kunsthalle) a začal shromažďovat uměleckou sbírku. Uskutečnily se zde výstavy celostátního významu. Od roku 1999 sbírku spravuje nadace „Worpsweder Kunststiftung Friedrich Netzel“. Mezi státem chráněné památky patří secesní dům Barkenhoff Heinricha Vogelera nebo Kaffee Worpswede v expresionistickém domě bez pravých úhlů, který začal stavět bez stavebního povolení architekt Bernhard Hoetger. V přilehlých cihlových budovách sídlí Große Kunstschau. Historii umělecké kolonie představuje několik muzeí.
Po roce 1933 se s nástupem nacismu společnost umělců ve Worpswede ostře rozdělila. Větší část volila NSDAP, jiní s vyhraněně levicovým smýšlením jako Heinrich Vogeler a Gustav Regler, byli nuceni emigrovat. Po válce zde opět žije umělecká komunita. Roku 2014 se ve všech místních výstavních síních uskutečnila výstava Mythos und Moderne. 125 Jahre Künstlerkolonie Worpswede.
Narodil se zde zakladatel agentury Foto-Dock, fotograf Eberhard Petzold. Volně podle života Heinricha Vogelera vznikla divadelní hra Tankred Dorsta „Künstler“ (2008).
Po Worpswede je pojmenována planetka č. 9742, objevená roku 1987.

### Souvislosti s českým uměním

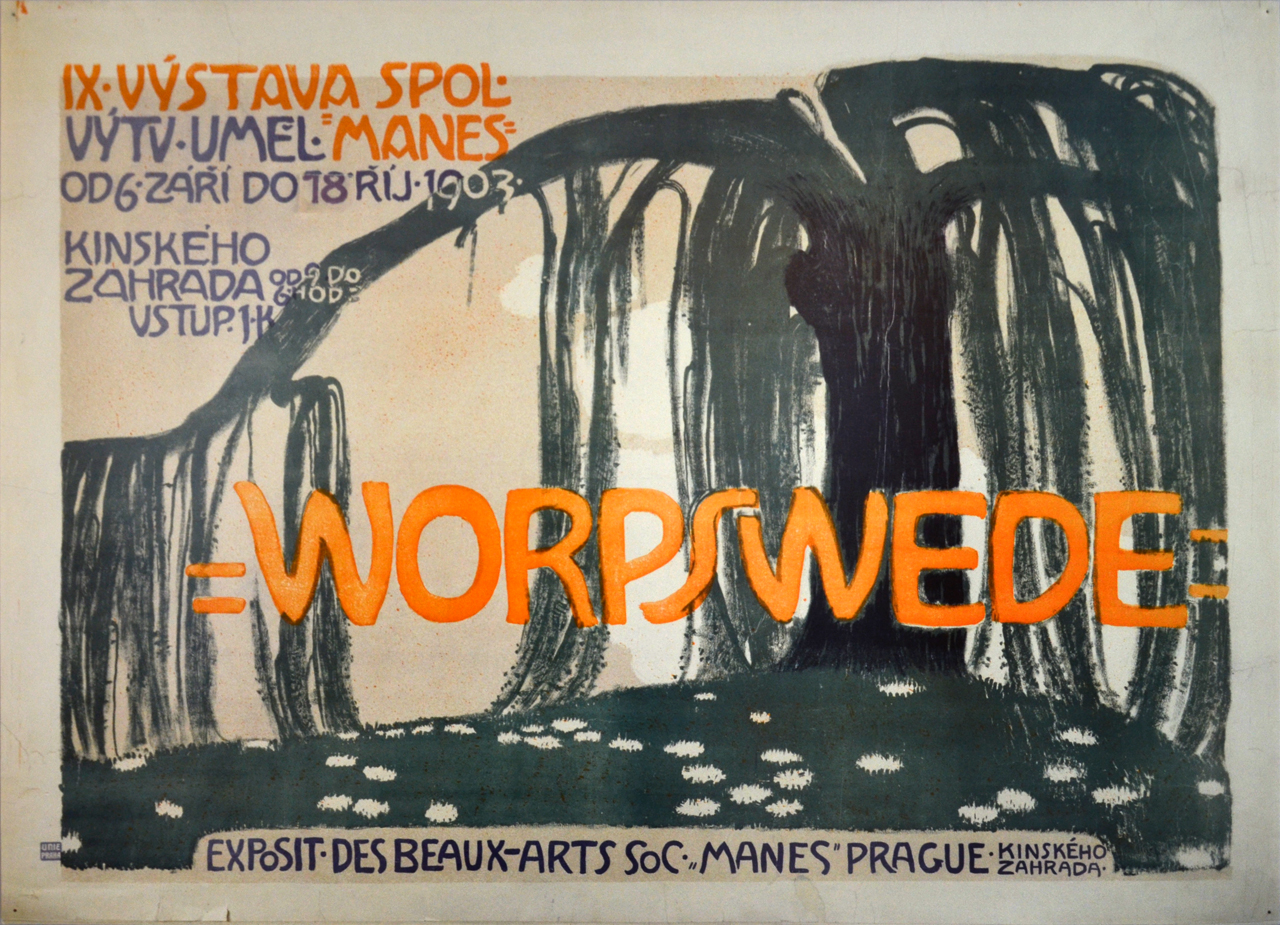
Plakát Jana Preislera k výstavě Worpswede 1903

Kolonii navštívil roku 1899 opavský německo-český malíř Adolf Zdrazila. Roku 1903 vystavovala skupina Worpswede v Praze a ovlivnila členy skupiny Osma, kteří plánovali založit podobnou uměleckou kolonii v Čechách. V letech 1907–1908 ve Worpswede pobýval český malíř Ferdinand Engelmüller. Roku 1966 vystavovalo 12 českých umělců ve Worpswede Kunsthalle – mimo jiných např. Mikuláš Medek, Josef Istler, Richard Fremund nebo Zdeněk Sklenář. Roku 1973 zde vystavoval český fotograf Jan Svoboda.

## Umělci spjatí s uměleckou kolonií Worpswede

### První generace Worpswede
- Hans am Ende, malíř
- Walter Bertelsmann, malíř
- August Haake, malíř
- Theodor Herrmann, malíř
- Bernhard Hoetger, architekt, sochař, malíř
- Karl Krummenacher, malíř
- Fritz Mackensen, malíř
- Otto Modersohn, malíř
- Paula Modersohn-Becker, malířka
- Fritz Overbeck, malíř
- Hermine Overbeck-Rohte, malířka
- Wilhelm Scharrelmann, spisovatel
- Alfred Schulze, architekt
- Walter (Walther) Schulze, architekt, malíř
- Hede von Trapp, básnířka, malířka a grafička
- Carl Vinnen, malíř
- Heinrich Vogeler, malíř
- Carl Emil Uphoff, malíř
- Clara Westhoff, sochařka

### Druhá generace umělců ve Worpswede
- Jürgen Bertelsmann, malíř
- Heinz Dodenhoff, malíř a básník
- Manfred Hausmann, spisovatel
- Bernhard Huys, malíř
- Robert Koepke, malíř a grafik
- Otto Meier, keramik
- Leberecht Migge, krajinný architekt
- Martin Paul Müller, malíř a grafik
- Richard Oelze, malíř
- Lisel Oppel, malířka
- Udo Peters, krajinář
- Agnes Sander-Plump, malířka
- Lore Schill, malířka
- Fjodor Szerbakow, malíř
- Otto Tetjus Tügel, malíř a básník
- Bram van Velde, malíř
- Fritz Uphoff, malíř
- Carlo Weidemeyer, grafik, malíř, architekt
- Paul Ernst Wilke, malíř

### Současní umělci ve Worpswede
- Bernd Altenstein, sochař
- Hans Jürgen Burmeister, grafik
- Heinz Cymontkowski, malíř
- Heinrich Hannover, spisovatel
- Uwe Hassler, malíř, grafik, sochař
- Margarete Jehn, spisovatel, skladatel
- Wolfgang Jehn, skladatel
- Martin Kausche, knižní grafik, malíř
- Lothar Klimek, fotograf umělců, vysokoškolský pedagog a autor literatury faktu
- Friedrich Meckseper, malíř
- Peer Meter, spisovatel
- Friederike Michelsen, grafička, malířka, spisovatelka
- Pit Morell, malíř, vypravěč
- Waldemar Otto, sochař
- Moritz Rinke, dramatik
- Johannes Schenk, námořník, spisovatel, malíř
- Peter-Jörg Splettstößer, malíř
- Natascha Ungeheuer, malířka
- Tobias Weichberger, malíř a výtvarník objektů
- Arrigo Wittler, malíř
- Johannes Strate, zpěvák rockové skupiny Revolverheld

### Filmy
- Museums-Check mit Markus Brock. Künstlerkolonie Worpswede. Dokumentarfilm, Deutschland, 2014 (dokumentární film)